# Chrysoctenis
Chrysoctenis là một chi bướm đêm thuộc họ Geometridae.

## Các loài
- Chrysoctenis cinneretharia
- Chrysoctenis filacearia
- Chrysoctenis pepussilaria
- Chrysoctenis perpusillaria
- Chrysoctenis ramosaria
- Chrysoctenis transiens
- Chrysoctenis vittaria